# Quinn Sullivan

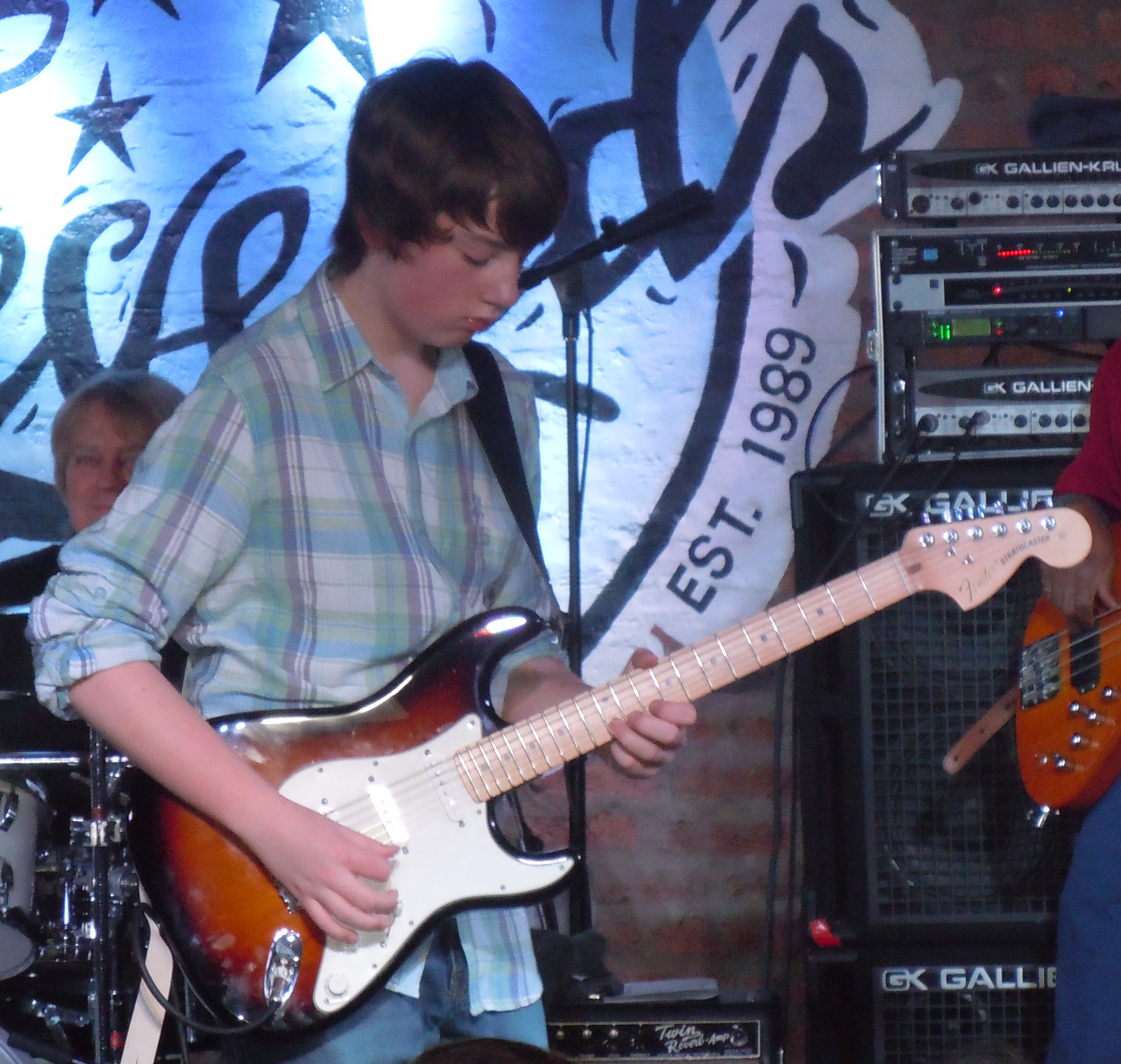
Quinn Sullivan (2013)

Quinn Sullivan (* 26. März 1999 in New Bedford, Massachusetts) ist ein US-amerikanischer Bluesmusiker.

## Karriere
Quinn Sullivan begann das Gitarrespielen mit drei Jahren.
Er kam früh mit den Beatles und dem Blues in Berührung, da sein Vater Terry eine umfangreiche DVD- und Plattensammlung besaß.
Mit fünf Jahren spielte Quinn in der regionalen Kinderband Toejam Band. Zu dieser Zeit wurde das lokale Fernsehen auf ihn aufmerksam, der Bostoner Fernsehsender WB 56 produzierte eine Reportage über das talentierte Kind. Auf dem Kanal Fox 25 spielte Sullivan mit der Band seines Vaters die Songs A Day in the Life Sing Dance and Clap Your Hands sowie The Thrill is Gone von B. B. King.
Mit sechs Jahren trat Quinn bei der The Ellen DeGeneres Show mit dem Beatles-Song Twist and Shout auf und erhielt daraufhin als Preis eine Gibson ES-335, eine Gitarre, die auch Eric Clapton spielt.
Am 14. April 2007 traf er Buddy Guy, der an diesem Tag in Quinns Heimatstadt New Bedford einen Auftritt hatte. Quinns Vater Terry Sullivan hatte zuvor seinem achtjährigen Sohn einen Backstage-Termin mit Buddy Guy organisiert, damit dieser die schwarz-weiße Squier Stratocaster des Kindes signieren würde. Bei dem Treffen fragte Guy den Zweitklässler, ob er denn auch Gitarre spielen könne. Quinn spielte etwas vor und Buddy Guy war so begeistert, dass er Quinn auf die Bühne holte und mit ihm den Song Sweet Home Chicago spielte. Danach gab Buddy Guy bei dem Konzert Riffs von Eric Clapton, Stevie Ray Vaughan, Jimi Hendrix vor, während Quinn alles sauber nachspielte. Buddy Guy beschloss daraufhin, sich des Talentes anzunehmen und zu fördern. Vier Jahre später sagte Buddy Guy in einem Interview anlässlich eines Konzertes mit Quinn in B.B Kings Club in New York: „Er ist das größte Talent der letzten 30–40 Jahre.“ 
Buddy Guy nahm Quinn seit 2007 regulär mit auf seine Tour. Dabei achteten Quinns Eltern sehr auf seine schulischen Perspektiven und auch Buddy Guy, der nie einen Highschool-Abschluss erlangte, sah dessen persönliche und schulische Fortschritte als Kernelement für die Weiterentwicklung an.
Auf dem Album "Skin Deep" von Buddy Guy aus dem Jahre 2008 spielte Sullivan bei dem Stück "Who's Gonna Fill Those Shoes" den Solopart.
Sullivan ist bisher der jüngste Musiker, der je auf dem Jazzfestival von Montreux aufgetreten ist. 2013 spielte der damals 14-jährige Quinn zusammen mit Buddy Guy und Robert Randolph auf dem von Eric Clapton organisierten Crossroads Guitar Festival vor ausverkauftem Haus im Madison Square Garden in New York City.